# پیکتت
پیکتت (انگلیسی: Pictet Group) شرکت خدمات مالی و بانکداری سوئیسی است، که در سال ۱۸۰۵ تأسیس شد.